# Compagno di viaggio
Compagno di viaggio è una raccolta di racconti di fantascienza dello scrittore italiano Franco Ricciardiello, pubblicata nel 2015; contiene una selezione di dieci racconti scritti nell’arco di venticinque anni, tra il 1988 e il 2012, e apparsi in diverse pubblicazioni tra il 1993 e il 2013.

## Racconti

### La scala d'oro
- Pubblicato originariamente sulla fanzine Intercom n. 132/133, Terni 1993

In un mondo in cui esistono soltanto esseri umani di sesso femminile, un gruppo di studentesse frequenta un’università d’élite in Islanda la cui idea estetica sembra derivare da un dipinto del pittore preraffaellita Edward Burne-Jones, La scala d’oro. La scuola è retta dalle Madri Andate, le anziane della comunità che vengono mantenute in uno stato vegetativo. Una studentessa entra in possesso di un testo scandaloso e proibito che insinua passioni sconosciute, e lascia intuire l’esistenza di un “altro sesso”, concetto sconosciuto alle ragazze. La direzione universitaria prende provvedimenti per impedire il contagio di quest’idea morbosa e blasfema. Prima della fine della vicenda si conteranno alcuni decessi nella comunità chiusa dell’università.
Scritto nell’agosto 1988. L’ispirazione per l’ambientazione islandese viene all’autore da un’immagine contenuta in un calendario illustrato della decalogia Missione Terra di L. Ron Hubbard distribuito da Scientology durante un’Italcon, il congresso annuale italiano di fantascienza: una donna che beve una coppa di champagne, immersa fino al collo in un’acqua termale coperta di vapore sottile, di notte.

### Se io fossi Escherichia coli
- Pubblicato originariamente in  AA.VV., L’uomo duplicato, a cura di Piergiorgio Nicolazzini, Milano, Editrice Nord, 1997, ISBN 9788842909958.

Vent’anni fa Rico e Lara erano in prima fila tra i giovani universitari che chiedevano libertà di ricerca genetica, osteggiata con violenza dall’integralismo di matrice confessionale. Alla fine un referendum ha sancito il diritto alla clonazione umana, ma l’Italia è sull’orlo della guerra civile, con una Repubblica assediata e “blindata”, al sicuro, e un devastante terrorismo integralista che colpisce le fasce più deboli della società. Per dare l’esempio, vent’anni fa Rico e Lara sono stati i primi esseri umani a acconsentire a clonare se stessi; divenuto adulto e artista famoso, il clone Rico Jr. viene rapito dai terroristi. Per liberarlo sarà necessario che suo padre si rechi nel loro covo, mettendo a repentaglio la propria vita e anche quella di Lara Jr, la clone ventenne di Lara.
Scritto fra agosto e settembre 1997, è l’unico testo di un autore italiano pubblicato su un’antologia dell’Editrice Nord dedicata alla clonazione. Riporta come commento di copertina del volume: «La fantascienza esplora la clonazione e le frontiere della genetica attraverso la più ampia raccolta di classici introvabili e capolavori inediti.»

### Combat film
- Pubblicato originariamente in  AA.VV., Sangue sintetico, a cura di Roberto Sturm, PeQuod, 1999, ISBN 8887418101.

In un immaginario futuro non troppo lontano, una terribile guerra civile sconvolge l’Italia a causa di un tentativo secessionista. Le forze unioniste cercano di strappare ai separatisti una grande città di mare che potrebbe essere Genova; al seguito dell’esercito c’è una giornalista che si occupa di mandare in diretta le registrazioni della memoria a breve termine dei caduti, soldati che hanno accettato dietro ricompensa di farsi impiantare un microchip nel cervello. Fra i combattenti secessionisti, che resistono strada per strada, c’è una giovane donna che porta lo stesso nome della giornalista, Alessia, e che è frutto di un esperimento di clonazione umana.
Scritto tra il 14 e il 27 gennaio 1995, viene incluso in una raccolta di racconti della casa editrice anconetana PeQuod sottotitolata «Antologia del cyberpunk italiano».

### Il punk e l’arte della manutenzione della motocicletta
- Pubblicato originariamente sulla fanzine Intercom n. 148/149, Terni 1999

Il 29 luglio 1966 Bob Dylan ha un incidente con la motocicletta sulla highway 80, ma invece di schiantarsi contro un muro di cemento viene “prelevato” e trasportato un secolo nel futuro. Qui viene convinto a tenere concerti dal vivo per un pubblico di fans piuttosto turbolento, ma si rende ben presto conto che ben lungi da essere un’utopia di progresso, il futuro è un’incomprensibile macchina di violenza. Conteso fra due gruppi rivali, è costretto a partecipare a una sanguinosa gara motociclistica che ha per palio anche la sua libertà personale.
Scritto nell’aprile 1995. L’incidente citato nel racconto è realmente avvenuto a Bob Dylan nella data riportata, e ha dato origine alla consueta ridda di teorie del complotto sulla sua presunta morte, o sul fatto che non sia mai realmente avvenuto.

### L’inverno di Turing
- Pubblicato originariamente in lingua francese con il titolo L’hiver de Turing in  AA.VV., Destination 3001, a cura di Robert Silverberg e Jacques Chambon, collana Imagina, Paris, Flammarion, 2000, ISBN 9782080679390.

Intorno all’alba del terzo millennio e.v., l’umanità si tutta trasferita a vivere in un mondo virtuale chiamato elgolandia, sotto forma di copie digitali dell’intera personalità, con tutta l’esperienza pregressa. Chi vuole può uscire periodicamente all’“esterno” ricopiandosi in corpi appositamente clonati: il pianeta Terra è infatti divenuto una riserva per mostrare com’erano una volta la natura e le città umane. Il protagonista Khaled, reduce dalla scomparsa della moglie a causa di un virus che ha cancellato lei e tutte le sue copie, si regala una “vacanza” all’esterno in compagnia di una sconosciuta, entrambi in corpi affittati per l’occasione. Si recano a visitare Parigi e poi l’isola di Helgoland, dove si trova fisicamente lo spazio computazionale virtualmente infinito dell’elgolandia: la sua roccia è infatti l’hardware quantistico della vita virtuale. Qui Khaled si rende conto che la sua compagna di viaggio sa troppe cose su di lui, e scopre che non è colei che gli ha fatto credere.
Scritto nell’ottobre 1999 su commissione di Jacques Chambon, al tempo curatore della collana Imagine per l’editore Flammarion, che già aveva acquistato i diritti del romanzo Ai margini del caos. L’antologia viene tradotta nel 2004 in italiano per Mondadori e appare con il titolo Destinazione: 31º secolo come supplemento al n. 1490 di Urania. Il critico Jacques Baudou scrive su Le Monde che i racconti più deboli dell’antologia sono quelli degli autori americani:
(Jacques Baudou, Le Monde, venerdì 6 ottobre 2000,)

### Selvagge città dei sogni
- Pubblicato originariamente in  AA.VV., In fondo al nero, a cura di Gianfranco Nerozzi, Urania Millemondi Horror inverno 2003, Mondadori, 2003, ISSN 1123-0762 (WC · ACNP).

Il protagonista ha incontrato durante un viaggio a Istanbul una donna di nome Daria, separata dal marito, un ufficiale che ha scritto un libro con tesi spudoratamente maschiliste; la vacanza coincide con il loro innamoramento, ma è funestata da un episodio tragico, l’assassinio davanti ai loro occhi di un anziano professore. Tornati in Italia, Daria confessa di avere un incubo ricorrente, nel quale si aggira tra le rovine di una città abbandonata e infestata dalla presenza del ghoul, il vampiro iranico. Sogno e realtà si mescolano con violenza, finché poco per volta la trama scivola nel soprannaturale, e i due innamorati dovranno affrontare un secondo, tragico trauma.
Scritto tra il 22 marzo e il 19 aprile 2002, commissionato da Gianfranco Nerozzi per un Urania Millemondi che porta come sottotitolo «16 racconti di horror contemporaneo».
(Franco Ricciardiello)

### La via crudele
- Pubblicato originariamente in  AA.VV., Notturno alieno, a cura di Gian Filippo Pizzo, Milano, Bietti, 2011, ISBN 978-88-8248-243-5.

La giovanissima star Gradiva Lara, che pretende di suonare il pianoforte guidata dallo spirito di Ludwig van Beethoven tramite una trance indotta da Lǐ Bólín, è in tournée a Pechino; ma a poche ore dall’inizio della prima, l’anziano medium cinese scompare. L’ispettore Răn Wēiyuăn viene incaricato dalla compagnia di assicurazione di ritrovarlo per non dover pagare l’esorbitante indennizzo per l’annullo della serata. Lara insiste per accompagnarlo a tutti i costi nella sua ricerca all’ombra delle triadi mafiose. Wēiyuăn, che non crede nel paranormale, è costretto a confrontarsi con gli strani poteri della giovane star, in una metropoli immensa investita dalla Tormenta rossa, la tempesta di sabbia del secolo.
Scritto nel gennaio 2011, è una delle molte apparizioni dell’autore in antologie di fantascienza curate a partire dal 2010 da Gian Filippo Pizzo per diverse case editrici italiane; Notturno alieno porta come sottotitolo 22 racconti fantanoir.

### Compagno di viaggio
- Pubblicato originariamente in  AA.VV., Sognavamo macchine volanti, a cura di Claudio Asciuti, Genova, Cordero Editore, 2012, ISBN 978-88-98130-00-9.

Il giorno della morte in un incidente aereo dell’astronauta Jurij Gagarin, l’agente segreto sovietico Rayt viene riportato in servizio attivo. In passato ha fatto parte insieme al morto di un gruppo segretissimo di primo contatto con extraterrestri, che dopo anni si sono finalmente rifatti vivi. Rayt deve assolutamente raggiungere la Città delle Stelle, il centro militare di addestramento spaziale sovietico, portando con sé Kita, la “Balena Tartara”, obesa medium in contatto telepatico con gli alieni; ma per sfortuna quando viene “riattivato” Rayt si trova a Samarcanda con un carico di hashish che sta contrabbandando dall’Afghanistan alla Russia, e due giorni dopo deve unirsi in matrimonio con una ragazza che lo aspetta in bianco sul sito dove Gagarin atterrò sette anni prima, al termine del suo trionfale volo orbitale.
Scritto tra il 3 e il 19 febbraio 2012.

### Agathea, Alphaville, Atlantic Cité
- Pubblicato originariamente in  AA.VV., I sogni di Cartesio, a cura di Giuseppe Panella e Luca Ortino, Milano, Ed. Della Vigna, 2013, ISBN 978-88-6276-108-6.

Un professore universitario di Storia del cinema scopre in un libro accenni a un film di Jean-Luc Godard del quale non ha mai sentito parlare. Il libro scompare, l’autore è in vacanza la casa editrice chiusa per ferie; ovunque appaiono però accenni a materiale girato dal regista in Campania negli anni Settanta con attori non professionisti, sul tema del’utopia, mai portato a compimento; gli viene il sospetto che si tratti di una macchinazione alle sue spalle quando anche una sua ex allieva gli parla del film perduto. È così, oppure davvero Godard ha scoperto una comunità che coltiva un’utopia segreta in una piccola isola sperduta?
Scritto tra agosto e settembre 2009, l’antologia in cui viene pubblicato porta come sottotitolo Storie fantastiche di filosofia.

### Escuela de Mecánica
- Pubblicato originariamente in  AA.VV., Sinistre presenze, a cura di Walter Catalano e Gian Filippo Pizzo, Milano, Bietti, 2013, ISBN 978-88-8248-277-0.

Dopo la caduta della dittatura argentina, alcuni responsabili delle torture nei centri di detenzione segreti si ritrovano per una serata di gala a Buenos Aires. Un prestigiatore intrattiene gli ospiti con un numero di “magia” che coinvolge la sua giovane assistente e un uomo scelto tra il pubblico; quest’ultimo è un noto membro delle squadre illegali che sequestravano esponenti dell’opposizione. Tra le sue vittime in passato c’è stato David Gans, detenuto senza arresto nel centro di tortura dell’ESMA, il casino ufficiali del Politecnico della Marina militare, lo stesso luogo dove già era stata incarcerata e assassinata sua moglie. Nella notte dell’inverno australe, andrà in scena una vendetta contro gli assassini, con l’aiuto del mito del Golem, l’automa senz’anima della tradizione ebraica medievale.
Scritto tra il 3 febbraio e il 3 marzo 2010, l’antologia porta come sottotitolo 17 racconti horror impegnati.

## Edizioni
- Franco Ricciardiello, Compagno di viaggio, coll. Fantascienza, Cordero Editore, 2015, ISBN 9788898130597.